# 川渕孝一
川渕 孝一（かわぶち こういち、1959年8月24日 - ）は、日本の経営学者・経済学者。専門は、医業経営・医療経済学・医療政策。東京医科歯科大学大学院教授。FRONTEOアドバイザー。社団法人全国訪問看護事業協会理事。経済産業研究所ファカルティフェロー、スタンフォード大学客員研究員。

## 人物
1959年（昭和34年）、富山県高岡市の養豚業者の家に生まれる。1983年一橋大学商学部商学科卒業、シカゴ大学経営大学院修士課程修了。
職歴
大学を卒業した1983年（昭和58年）より株式会社ハーフ・センチュリー・モアに勤務。その後、シカゴ大学経営大学院に留学し、1987年（昭和62年）にMBA取得。
1989年（平成元年）より厚生省病院管理研究所（現在の国立保健医療科学院）に転じ、経営管理部に研究員として勤務した。1995年（平成7年）、同研究所・医療経済研究部主任研究官に就任し、翌年からは国立社会保障・人口問題研究所社会保障応用分析研究部主任研究官を兼任。
1998年（平成10年）、日本福祉大学経済学部経営開発学科教授に就任。同年から2002年（平成14年）までは、日本医師会総合政策研究機構主席研究員も務めた。2000年（平成12年）、東京医科歯科大学大学院医歯学総合研究科医療経済学分野教授に就任し。2020年（令和2年）FRONTEOライフサイエンスAI事業本部アドバイザー。

## 社会的活動
- 中日友好病院客員教授
- 内閣行政改革推進本部規制改革委員会参与
- 社団法人全国看護事業協会理事
- 日本ホスピタリティ・マネジメント学会理事
- 特定非営利活動法人医療施設近代化センター理事長
- 特定非営利活動法人薬と健康を考える会副理事
- 群馬大学重粒子医学利用推進調査準備委員会委員
- 日本クリニカルパス学会理事
- 財団法人全国勤労者福祉・共済振興協会評議員
- 口腔病学会理事
- 経済産業省医療問題研究会座長
- 名古屋市苦しまないがん治療検討委員会
- 茨城県立病院経営委員会委員
- 香川県立病院経営改善評価委員会
- 高松市民病院あり方検討委員会

## 著書
- 『これからの病院マネジメント』医学書院 1993年
- 『改正医療法への対応ポイント50』日本医療企画 1994年
- 『看護婦のための入門医療経営』日総研出版 1995年
- 『医療ビジネス最前線 : 広がるニューサービス』日本経済新聞社 1996年
- 『医療・看護の変革とインフォームド・コンセント』医学書院 1996
- 『高齢者ケア施設経営レシピ』厚生科学研究所 1996年
- 『DRG/PPSの全貌と問題点 : 日本版診断群別包括方式の開発は可能か』薬業時報社 1997年
- 『押し寄せる薬剤費適正化の潮流 : 自由か裁量か』薬事日報社 1997年
- 『医療保険改革と日本の選択 : ヘルスケア・リフォームの処方せん』薬事日報社 1997年
- 『生と死の選択 : 延命治療は患者にとって幸せなのか』経営書院 1997年
- 『DRG/PPS導入の条件と環境 : 求められる日本版診断群別包括支払方式のインフラ整備』薬業時報社 1998年
- 『医療の規制緩和と情報公開 : 日本に黒船はやってくるのか』薬事日報社 1998年
- 『医療・看護の標準化と疾病マネジメント : DRGが日本の看護を変える』日総研出版 1998年
- 『わかりやすい医療経済学』日本看護協会出版会 1998年
- 『視界ゼロ時代の病医院経営』医学書院 2000年
- 『介護はビジネスになるか : 損をしない8つのシミュレーション』厚生科学研究所 2001年
- 『医療改革 : 痛みを感じない制度設計を』東洋経済新報社 2002年
- 『歯科医療再生のストラテジー : 医療経済学からの提言』医学情報社 2004年
- 『日本の医療が危ない』ちくま新書 2005年
- 『病院の品格』日本医療企画 2008年
- 『医療再生は可能か』ちくま新書 2008年
- 『"見える化"医療経済学入門』医歯薬出版 2014年
- 『第六次医療法改正のポイントと対応戦略60』日本医療企画 2014年
- 『2040年の薬局 : 見える風景が変わるか?』薬事日報社 2016年
- 『コロナ後の医療経済と日本 : "40年の徒労と挫折"から占うヘルスケアの未来像』薬事日報社 2021年